# Arthur Grimble
Sir Arthur Francis Grimble (ur. 11 czerwca 1888 w Hongkongu, zm. 13 grudnia 1956 w Londynie) - urzędnik brytyjskiej administracji kolonialnej, pisarz.
Grimble, po tym jak wstąpił do brytyjskiej administracji kolonialnej (Colonial Office), został wysłany w 1914 na Wyspy Gilberta. W 1926 został reprezentantem brytyjskiej administracji w protektoracie Wysp Gilberta i Lagunowych. Podczas swojego pobytu zebrał bogatą dokumentację mitów i ustnej tradycji Wysp Gilberta. Zdobył sobie przychylność mieszkańców tych wysp, którzy nazywali go Kurimbo (zniekształcone nazwisko Grimble'a). W 1932 zaprojektował godło tej kolonii, które stało się później podstawą przy projektowaniu flagi Kiribati.
W 1932 Grimble został wysłany do Indii Zachodnich, gdzie był gubernatorem Brytyjskich Wysp Zawietrznych w latach 1942–1948. 
Przed śmiercią powrócił do Wielkiej Brytanii, gdzie zajął się opracowaniem wiedzy zdobytej w czasie pracy w Oceanii. Wydał dwie książki: A Pattern of Islands w 1952 i Return to the Islands w 1957. Okazały się one prawdziwymi bestsellerami w Wielkiej Brytanii. 
Dużą popularnością cieszyły się także jego audycje w radiu BBC. 
W 1956 powstał film o jego życiu na Wyspach Gilberta - Pacific Destiny.
Po jego śmierci opracowaniem zebranych przez niego informacji o kulturze gilbertiańskiej zajął się brytyjski antropolog Henry Evans Maude, który wydał w 1989 dzieło naukowe pt. Tungaru Traditions: Writings on the Atoll Culture of the Gilbert Islands.